# Microrégion de Franco da Rocha
La microrégion de Franco da Rocha est l'une des sept microrégions qui subdivisent la mésorégion métropolitaine de São Paulo de l'État de São Paulo au Brésil.
Elle comporte 4 municipalités qui regroupaient 465 408 habitants en 2006 pour une superficie totale de 600 km².

## Municipalités[1]
- Caieiras
- Francisco Morato
- Franco da Rocha
- Mairiporã